# A millió dolláros hotel
A millió dolláros hotel (eredeti címe: The Million Dollar Hotel) 2000-ben bemutatott amerikai-brit-német filmdráma, amelyet Wim Wenders rendezett. A produkció főbb szerepeiben Jeremy Davies, Milla Jovovich és Mel Gibson. 2000. február 9-én mutatták be a 2000-es Berlini Nemzetközi Filmfesztiválon, ahol megnyerte a Zsűri díját. Magyarországon 2000. október 5-től volt megtekinthető a mozikban. Habár a fesztivál kedvezően fogadta, a filmkritikusok lehúzták az értékelését.

## Cselekmény
Egy gazdag médiamogul fiát, Izzy Goldkisst holtan találják a lepusztult Los Angeles-i millió dolláros hotel előtt. A jelek szerint leesett a szálloda tetejéről. Skinner FBI-ügynök gyilkosságot feltételez, és hamarosan kiderül, hogy ez a szálloda a társadalomból kitaszítottak lakhelye. Skinner a halott férfi apjától azt az utasítást kapja, hogy a lehető legdiszkrétebben nyomozzon, mert nem hiszi, hogy öngyilkosság történt.
Az introvertált, kissé autista gördeszkás Tom Tom barátja volt Izzynek, és úgy tűnik, többet tud a bűntényről, de ügyesen titkolózik. Egy félreértés miatt egy másik lakó, Geronimo "kátrányfestményeit" összetévesztik a halott férfi műveivel, amelyeket Geronimo most megörökölt. A többi lakó lehetőséget lát a festmények eladásában, hogy javíthassanak anyagi helyzetükön. Találnak egy műkereskedőt, aki megsejti a jövedelmező üzleti lehetőséget.
Tom Tom szerelmes a prostituált Eloise-ba, akit azonban eleinte hidegen hagy a férfi. Skinner információkért cserébe megszervez Tom Tomnak egy éjszakát Eloise-zal, és kihallgatja a beszélgetésüket, de nem tud meg semmi érdekeset. Tom Tom kényszerű tippje nyomán Skinner letartóztatja Geronimót, mint gyanúsítottat. A többi lakó felháborodik, és veszélyben látják a művészeti vállalkozásukat. Rábeszélik az együgyű Tom Tomot, hogy Geronimo felmentése érdekében küldjön egy videós vallomást egy tévécsatornának. A férfi beleegyezik, mert élvezi a figyelmet, és csak Tomnak szólíthatják. 
A festmények átadására rendezett gálán kiderül, hogy a kátrányfestmények alatt értékes festmények vannak, amelyeket a művész ellopott és kátránnyal festett át. Egy újabb, Eloise-zal töltött éjszaka során, amikor egy normális közös életről álmodoznak, Tom elmondja neki, hogy valójában ő a felelős Izzy haláláért. Izzynek viszonya volt Eloise-zal, de csak azért, hogy megalázza Tomot. Aztán Izzy le akarta vetni magát a tetőről, de Tom először visszatartotta, majd elengedte.
Tom ezután futásnak ered, és Eloise szeme láttára ő is a mélybe ugrik. A férfi teljesítette célját, és visszaadta a nőnek önértékelését.

## Szereplők
| Szerep           | Színész           | Magyar hangja             | Magyar hangja             |
| Szerep           | Színész           | 1. magyar változat (2001) | 2. magyar változat (2012) |
| ---------------- | ----------------- | ------------------------- | ------------------------- |
| Tom Tom          | Jeremy Davies     | Csőre Gábor               | Szabó Máté                |
| Eloise           | Milla Jovovich    | Kéri Kitty                | Ruttkay Laura             |
| Skinner nyomozó  | Mel Gibson        | Dörner György             | Sörös Sándor              |
| Geronimo         | Jimmy Smits       | Kőszegi Ákos              | Kőszegi Ákos              |
| Dixie            | Peter Stormare    | Forgács Péter             | Zöld Csaba                |
| Shorty           | Bud Cort          | Rosta Sándor              | Bodrogi Attila            |
| Vivien           | Amanda Plummer    | Román Judit               | Spilák Klára              |
| Jessica          | Gloria Stuart     | Kassai Ilona              | Kassai Ilona              |
| Hector           | Tom Bower         | Tardy Balázs              | Imre István               |
| Charley Best     | Donal Logue       | Csuja Imre                | Németh Gábor              |
| Terence Scopey   | Julian Sands      | Bozsó Péter               | Lux Ádám                  |
| Stix             | Conrad Roberts    | Papp János                | Bartók László             |
| Stanley Goldkiss | Harris Yulin      | Pathó István              | Kajtár Róbert             |
| Jean Swift       | Charlayne Woodard | Makay Andrea              | n.a                       |
| Marlene          | Ellen Cleghorne   | n.a                       | Sági Tímea                |
| Joe              | Richard Edson     | Katona Zoltán             | n.a                       |
| Jesu             | Tito Larriva      | n.a                       | Péter Richárd             |
| Izzy Goldkiss    | Tim Roth          | Zágoni Zsolt              | n.a                       |

## Fogadtatás

### Kritikai visszhang
A film kedvezőtlen értékelést kapott a filmkritikusoktól. A Rotten Tomatoeson 24%-os minősítést ért el 45 értékelés alapján, az összefoglaló szerint: „A millió dolláros hotel furcsasága inkább csikorgó és nagyképű, mint érdekes. Emellett túl sokáig tart, amíg a végkifejletig eljutunk.” Owen Gleiberman az Entertainment Weeklytől azt írta: „Ha ezek közül a karakterek közül bármelyik csak feleannyira olyan lenne, mint amennyire Wenders azt hiszi, hogy az, akkor a film talán bájosnak tűnne, ahelyett, hogy csupán egy helyben toporogna.” David Stratton a Varietytől azt írta: „Azok a nézők, akik kedvelik ezt a meglehetősen ritka anyagot, sok örömüket lelik majd a technikailag csiszolt produkcióban, de azok, akik nincsenek Wenders hullámhosszán, komolyan idegenkedni fognak.”
A MetaCritic 25 pontot adott a 100-ból 15 vélemény alapján. A. O. Scott a New York Timestól azt írta: „Egy lágy álom egy filmről, amely egy megvásárolt ízlés. Azért vonzó, mert Wenders úr egy olyan rejtélyes gyilkossági ügyön kalandozik végig, amely nagyobb hangsúlyt fektet a jellemrajzra, mint a cselekményre.” Peter Travers a Rolling Stone-tól azt írta: „A forgatókönyv, amelyet Nicholas Klein Bono ötletéből varázsolt, olyan futóhomok, amely magába szívja a szilárd szereplőgárdát.”

### Bevételi adatok
A Box Office Mojo szerint a film 105 ezer dolláros bevételt szerzett, a költségvetésről nincs információ.

## Fontosabb díjak és jelölések
| Esemény                                  | Díj                          | Eredmény |
| ---------------------------------------- | ---------------------------- | -------- |
| 2000-es Berlini Nemzetközi Filmfesztivál | Zsűri díja a legjobb filmnek | Elnyerte |
| 2000-es Berlini Nemzetközi Filmfesztivál | Arany Medve                  | Jelölve  |